# Split 3

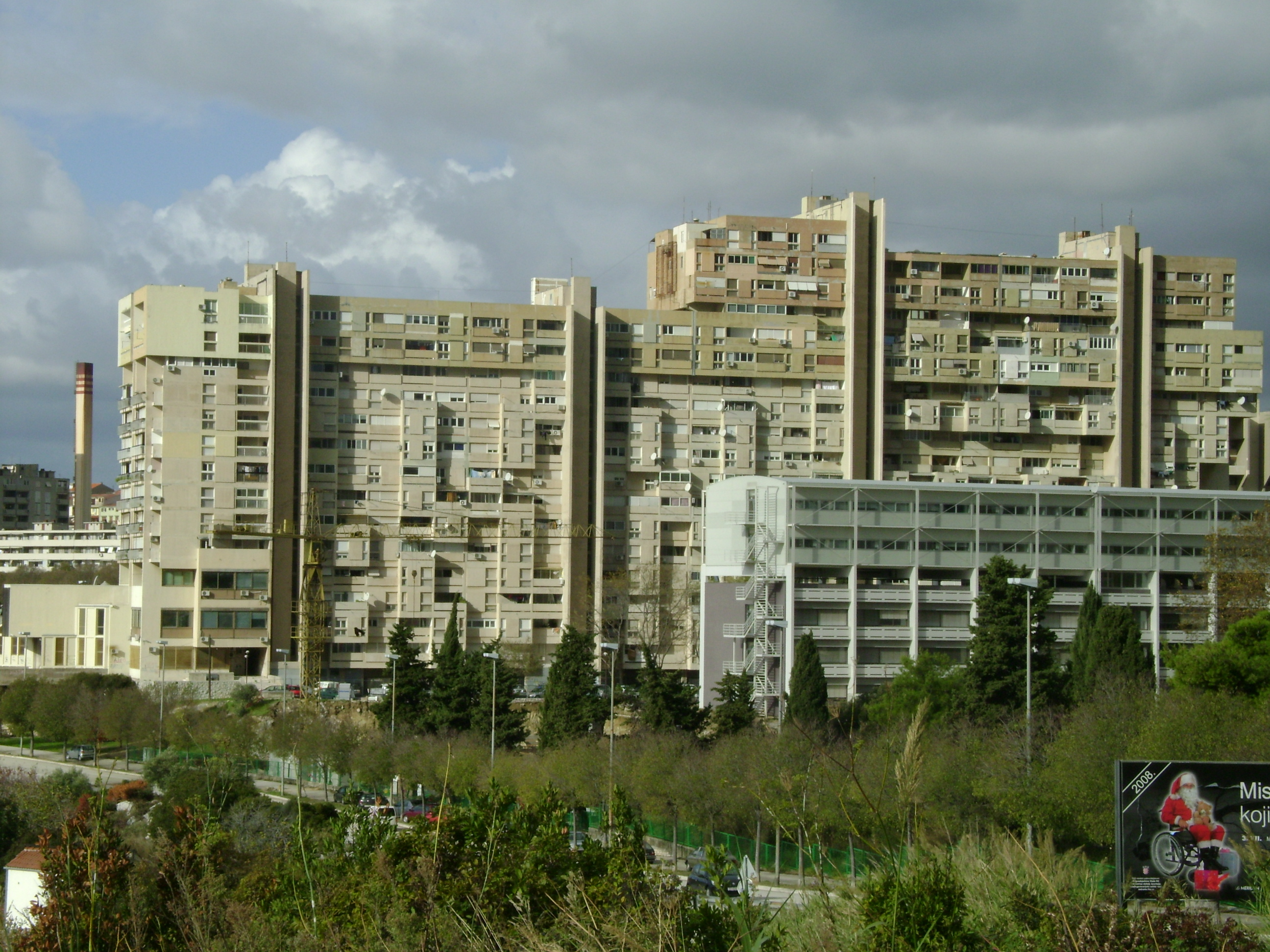
Obytný dům Krstarica, který vznikl v rámci Splitu 3.

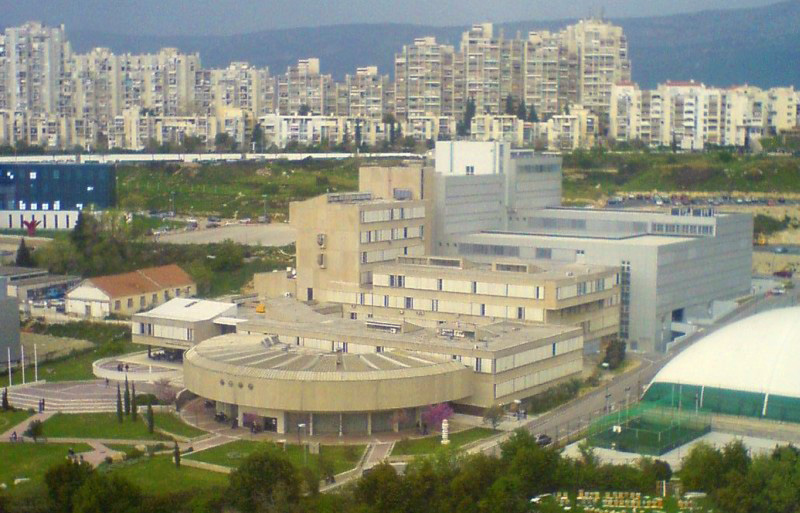
Univerzitní kampus s obytnými domy v pozadí.

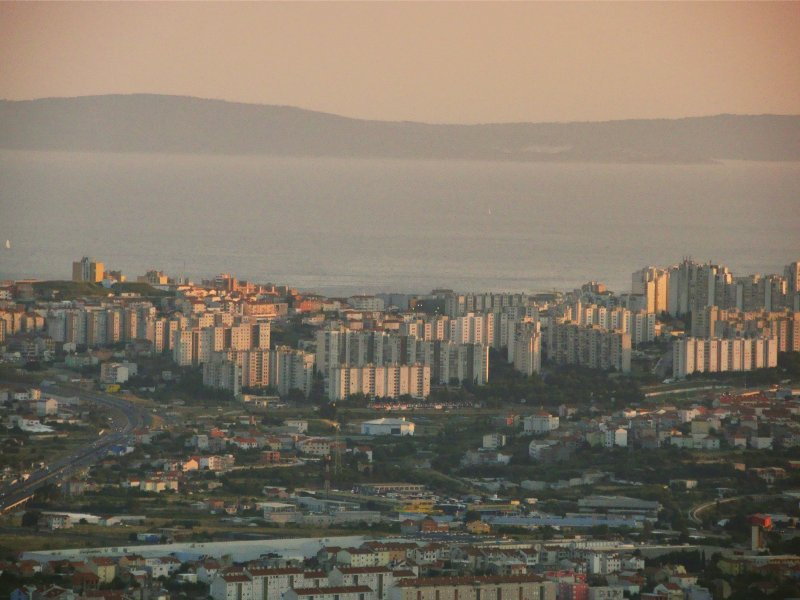
Výškové budovy Splitu 3.

Split 3 je název pro panelové sídliště, které se nachází v chorvatském městě Split. Rozkládá se ve svažitém terénu východně od centra města. Jeho prostory jsou ohraničeny přibližně ulicemi Vukovarska ulica (na severu), Ulica Brune Bušića (na západě), Bračka ulica (na jihu) a Velebitska (na východě). Sídliště vzniklo podle projektu Vladimira Mušiča a Marjana Bežana. V současné době zde žije okolo 13 tisíc lidí.[zdroj?]
Panelové sídliště, jehož jednotlivé bloky jsou orientovány paralelně k břehu Jaderského moře, bylo projektováno jako samostatná část města[zdroj?] s vlastním centrem. V západní části čtvrti ji tvoří diagonálně umístěná ulice Ruđera Boškovića, která byla zbudována jako pěší zóna. Její atypické vedení odkazuje na ulici Marmontova v centru Splitu.[zdroj?]

## Historie
Split 3 byl navržen pro 50 000 lidí. Vítězný projekt celého areálu byl představen veřejnosti v roce 1968. Stavební práce probíhaly v 70. letech 20. století. Na začátku let osmdesátých již byla polovina všech obytných domů dokončena, nicméně došlo ke krátké přestávce ve stavebních pracích a celý komplex tak byl dokončován ještě později. Ve výsledku nebyl realizován celý projekt sídliště pro padesát tisíc lidí, nýbrž jeho pouhá západní polovina. Ve východní části vzniklo zcela nové sídliště Mertojak později a bloky nebyly dobudovány až k ulici Zbora narodne garde, kam je předpokládal původní plán.
Vzhledem k tomu, že v té době již vznikla řada čistě obytných sídlišť na území tehdejší Jugoslávie, bylo v případě Splitu 3 známo, v čem tkví problémy s takovými obytnými celky. Hlavním cílem proto bylo zajistit nejen dostatečnou kapacitu z hlediska bytů, která se blížila počtu bytů ve Splitu před druhou světovou válkou, ale také zajistit občanskou vybavenost. Na projektu se kromě dvou prvních architektů podílela i řada dalších tvůrců, například Marjan Cerar, Dinko Kovačić, Ivo Radić a Franjo Gotovac. Pro sídliště byly pro inspiraci použity různé přístupy urbanistů a architektů z řady zemí v zahraničí.
Sídliště se rozvíjelo jako obytná část města, ale jeho součástí byl i univerzitní kampus, který se nachází v jeho severní části. Ten vznikal později a pomaleji než většina bloků. Studentské koleje Franjo Tuđmana byly dokončeny teprve v roce 2011. Kromě toho se zde nachází stavební fakulta, fakulta elektrotechniky, hospodářská fakulta, námořní fakulta, chemicko-technologická fakulta a přírodovědecko-matematická fakulta Univerzity ve Splitu.